# Evelyn Baring
Evelyn Baring (29 septembre 1903 - 10 mars 1973) est gouverneur de la Rhodésie du Sud de 1942 à 1944, haut-commissaire pour l'Afrique australe de 1944 à 1951 et gouverneur du Kenya de 1952 à 1959. Baring joue un rôle essentiel dans la répression du soulèvement des Mau Mau.

## Éducation et début de carrière
Baring suit les traces de son père, le célèbre «créateur de l'Égypte moderne», Evelyn Baring (1er comte de Cromer). Baring est diplômé de l'université d'Oxford en histoire moderne avant de servir dans la fonction publique indienne. Il rejoint ensuite le bureau des Affaires étrangères britannique, où il est d'abord envoyé en Rhodésie du Sud avant d'être affecté en Afrique du Sud en tant que haut-commissaire.

## Affaire Seretse Khama
En 1949, en tant que haut-commissaire britannique en Afrique du Sud, Baring joue un rôle clé en empêchant Seretse Khama, l'héritier du trône du protectorat britannique du Bechuanaland, de devenir son roi. Il recommande cette action au gouvernement britannique au motif que Khama a épousé une Anglaise blanche, Ruth Williams, et que le mariage inter-racial est interdit par l'Afrique du Sud de l'apartheid, un État voisin.
Travaillant en étroite collaboration avec Percivale Liesching, qui est alors sous-secrétaire d'État permanent aux relations avec le Commonwealth, Baring réussit à persuader les ministres du gouvernement non seulement que Khama devait être empêché de devenir roi, mais qu'il devait être exilé de son pays. Le rôle de Baring dans ce qui est devenu connu sous le nom d'affaire Seretse Khama est documenté dans Color Bar: Le triomphe de Seretse Khama et de sa nation par l'historienne Susan Williams.

## Carrière
En tant que gouverneur du Kenya, Baring déclare l'état d'urgence le 20 octobre 1952 avant de lancer l'opération Jock Scott, qui vise les dirigeants de Mau Mau, en particulier Jomo Kenyatta.
En juin 1957, Baring transmet à Alan Lennox-Boyd un mémorandum secret rédigé par Eric Griffiths-Jones, le procureur général du Kenya. Le mémorandum décrit les mauvais traitements infligés aux détenus de Mau Mau. Le journal allègue que Baring fournit une lettre d'accompagnement affirmant qu'infliger un «choc violent» est la seule façon de traiter les insurgés Mau Mau.
Baring quitte le Kenya en 1959. Il retourne dans son domaine familial de Howick Hall, qui est hérité par son épouse Lady Mary Cecil Gray, fille de Charles Grey, 5e comte Grey. Il est connu pour apprécier l'observation des oiseaux. Il accepte ensuite un poste à la Colonial Development Corporation du gouvernement.
Il est fait chevalier commandeur de l'ordre de Saint-Michel et de Saint-George (KCMG) en 1942, avancé au GCMG en 1955 et est chevalier commandant de l'ordre royal de Victoria (KCVO) en 1947. Il est créé baron Howick de Glendale en 1960 et est fait chevalier de l'ordre de la Jarretière (KG) en 1972.

## Mariage et enfants
Baring épouse Mary Cecil Gray, fille de Charles Grey, et Mabel Laura Georgiana Palmer (fille de William Palmer), le 24 avril 1935. Ils ont trois enfants:
- Katherine Mary Alice Baring (née le 30 mars 1936), épouse Sir Humphry Wakefield, 2e baronnet ;
- Charles Evelyn Baring, 2e baron Howick de Glendale (né le 30 décembre 1937) ;
- Elizabeth Beatrice Baring (née le 10 janvier 1940), épouse Nicholas Albany Gibbs.

Baring meurt le 10 mars 1973 à l'âge de 69 ans et est remplacé dans la baronnie par son fils Charles.